# Aube (Mozela)
Aube – miejscowość i gmina we Francji, w regionie Grand Est, w departamencie Mozela.
Według danych na rok 1990 gminę zamieszkiwało 211 osób, a gęstość zaludnienia wynosiła 40 osób/km² (wśród 2335 gmin Lotaryngii Aube plasuje się na 834. miejscu pod względem liczby ludności, natomiast pod względem powierzchni na miejscu 984.).